# Reparto polaco-soviético de Prusia Oriental
El reparto polaco-soviético de Prusia Oriental se refiere a la incorporación y división de la región histórica alemana de Prusia Oriental entre la Unión Soviética y la República Popular de Polonia.
Actualmente el territorio de Prusia Oriental se encuentra dividido entre los Estados soberanos de Rusia, Polonia y Lituania.

## Contexto histórico
En el último año de la Segunda Guerra Mundial (1945) el ejército rojo en el marco del frente oriental se encontraba expulsando a la Alemania nazi del este de Europa, el Gobierno General Polaco (región títere nazi) llevaba soportando los múltiples asedios soviéticos, el régimen nazi lo utilizaba como un área de colchón entre las fuerzas enemigas y el territorio alemán. El gobierno general soportó hasta el 2 de febrero de 1945 cuando en la ofensiva de Vístula-Óder el último muro que separaba a los alemanes de los soviéticos se había derrumbado.

### Ataque a Prusia

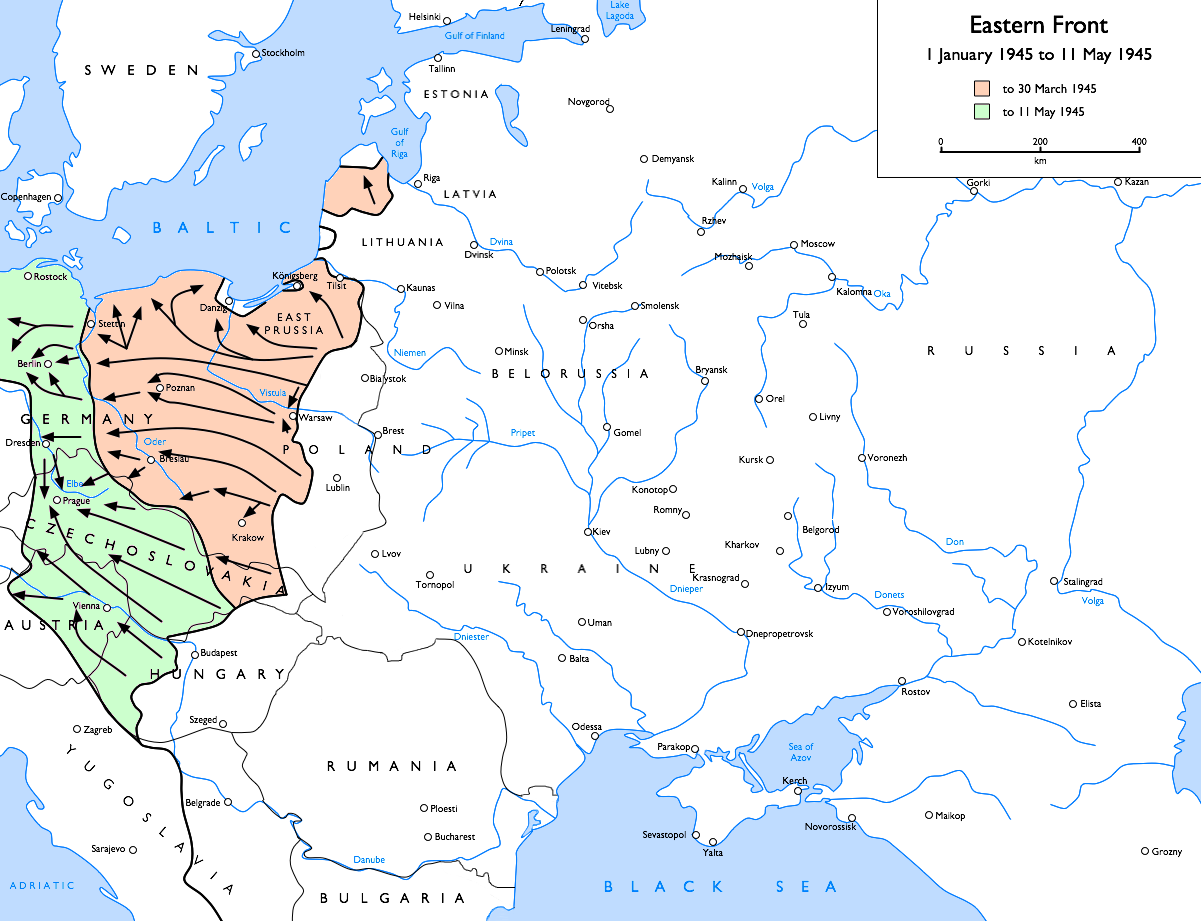
Ofensiva de Prusia Oriental por parte del ejército rojo.

Los alemanes al ver la caída de su gobierno títere en Polonia entendieron que el próximo objetivo soviético sería la misma Alemania. Dicha afirmación no era del todo correcta pues aunque Polonia ya había sido ocupado por los soviéticos, las mayores fuerzas del ejército rojo se encontraban estancadas entre el este de Polonia y el oeste de Bielorrusia luchando contra reductos alemanes. El 20 de enero de 1945, el mariscal Konstantín Rokossovski recibió la orden de abandonar dichos combates e iniciar una ofensiva contra la misma Alemania, aunque ya se había presentado algunos combates entre soviéticos y alemanes desde inicios del mismo año, con el cambio de intereses estratégicos, la superioridad numérica y la percepción moral en favor del ejército rojo, la Unión Soviética llegó a la capital prusiana Königsberg el 25 de enero y fue conquistada al igual que el resto de Prusia oriental hasta el 9 de abril.
Con la ocupación militar de Prusia Oriental, Alemania perdió su ingresó al mar báltico y permitió el rápido desarrollo del Breslavia lo que a su vez permitió el ingreso a la zona que posterior a la ocupación aliada sería el territorio de la República Democrática Alemana.

### Fundación de la República Popular de Polonia
Finalizada la Segunda Guerra Mundial, la Unión Soviética tenía ocupado toda Polonia, dentro de la misma Unión se discutía si incorporar a los territorios polacos (ya se había anexado una porción de Polonia en 1939) al país como una república soviética o crear un estado nominalmente independiente bajo influencia soviética. Al final el dictador Iósif Stalin decidió lo segundo y el 20 de junio de 1945 permitió la creación de la República Popular de Polonia.

## Reparto de Prusia Oriental

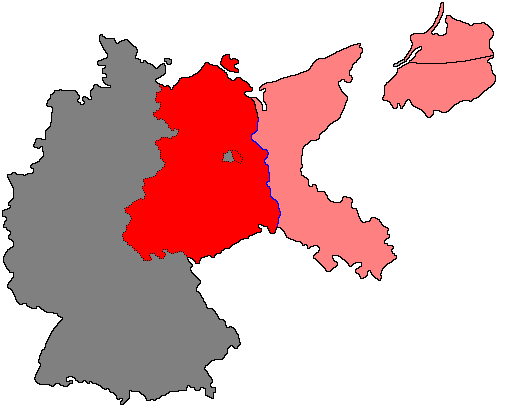
Zona de ocupación soviética en Alemania. En rojo oscuro el territorio de donde nacería la República Democrática de Alemania y el rojo claro el territorio que sería repartido entre la Unión Soviética y Polonia.

Tanto la Unión Soviética y en un principio la joven república polaca tuvieron un papel clave durante la ocupación de Alemania, para la Unión Soviética las verdaderas fronteras alemanas en el lado oriental era las aceptadas en la firma del Tratado de Versalles de 1919 (luego ratificado en la Conferencia de Potsdam) que puso fin a la Primera Guerra Mundial y provocó el desmantelamiento del ‘’Deutsches Reich’’. Siguiendo esa idea se le fue concebida a Polonia un corredor terrestre en Pomerania que le daba acceso a las aguas del mar báltico y otras adquisiciones  territoriales de Alemania a cambio de los territorios polacos anexados a la Unión Soviética.
En el período de fundación de la Alemania Oriental de 1949, Prusia Oriental fue la única zona de ocupación soviética que no fue incorporada al nuevo Estado socialista por tal motivo el gobierno soviético decidió repartirlo entre la URSS y la República Popular de Polonia.

### Para Polonia
La Unión Soviética decidió incorporar unilateralmente la parte meridional de Prusia Oriental a Polonia, los Aliados occidentales no se pronunciaron ante la decisión.
Representantes de la República Popular de Polonia asumieron oficialmente la administración civil de la parte sur de Prusia Oriental el 23 de mayo de 1945. Posteriormente, los expatriados de las tierras polacas anexados por la Unión Soviética, así como  ucranianos y lemkos al perder todo durante la guerra decidieron establecerse en el nuevo territorio polaco, ahora oficialmente incorporado a la organización del país como el Voivodato de Varmia y Masuria.
Un dato es que posterior a la caída del comunismo en Polonia, para 1950 los polacos de Varmia y Masuria eran tachados de ‘’germanizados’’  y se decidió llevar a cabo una política de desculturización germana en todo el país y especialmente en Varmia y Masuria. Paradójicamente La mayoría de estos polacos ‘’germanizados’’ de Varmia y Masuria decidieron emigrar a la entonces estable Alemania Occidental viéndose un mayor número en la década de 1950 hasta la década de 1970 (entre 1970 y 1988, 55.227 personas de Warmia y Masuria se mudaron a Alemania Occidental). También los topónimos locales naturalmente en idioma alemán fueron polonizados por la Comisión polaca para la determinación de los nombres de lugares.

### Para la Unión Soviética

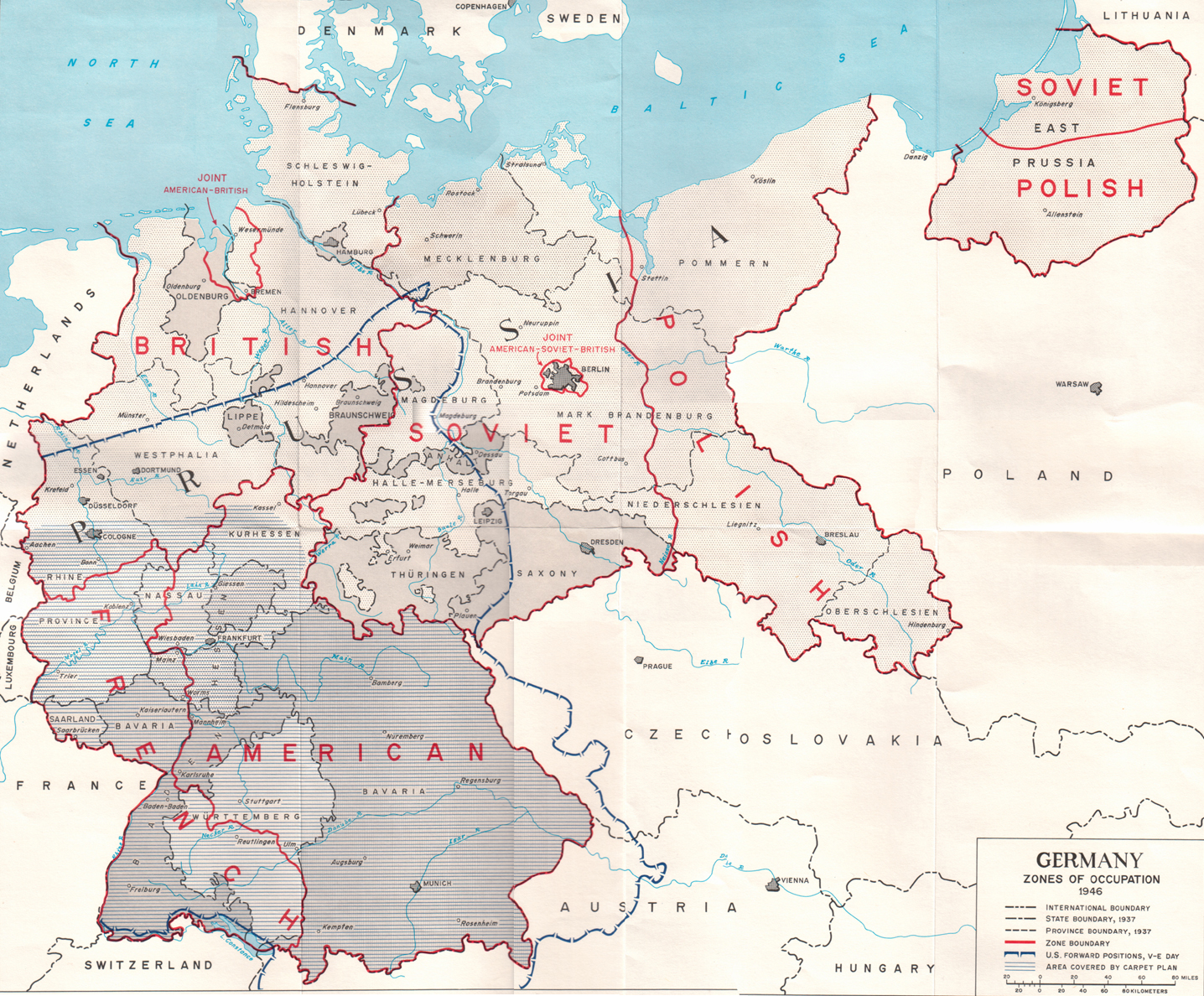
Mapa realizado por las Fuerzas Armadas de los Estados Unidos sobre la división provisional de Alemania en 1945, se observa la repartición de Prusia Oriental entre la Unión Soviética y Polonia.

La Unión Soviética a finales de 1945 creó un gobierno militar en el norte de Prusia Oriental, con la incorporación de la parte sur prusiana a Polonia, el gobierno soviético en un primer momento decidió incorporar su parte de Prusia a la República Socialista Soviética de Lituania — de hecho el territorio prusiano de Memel ya había sido incorporado a Lituania como una antesala para el resto de Prusia — pues, cambiando los planes previstos el gobierno soviético, incorporó el resto de Prusia a la República Socialista Federativa Soviética de Rusia como parte de un simbolismo de victoria contra los nazis.
En abril de 1946, el norte de Prusia Oriental se convirtió en una provincia oficial de la República Socialista Federativa Soviética de Rusia  con el nombre de ‘’Kyonigsbérgskaya óblast’’ (Óblast de Königsberg). En junio del mismo año, se registraron 114.070 ciudadanos alemanes y 41.029 soviéticos en el óblast, con un número desconocido de personas no inscritas. En julio de ese año, la ciudad histórica de Königsberg pasó a llamarse Kaliningrado para honrar a Mijaíl Kalinin y a la zona denominada entera se denominó Óblast de Kaliningrado. Entre el 24 de agosto y el 26 de octubre de 1948, 21 transportes con un total de 42.094 alemanes abandonaron el óblast con destino a Alemania Oriental. Los últimos alemanes restantes se marcharon en noviembre de 1949 (1.401 personas) y enero de 1950 (7 personas).
Los lituanos prusianos también experimentaron el mismo destino y similar situación le sucedió a los curonianos que vivían en el área alrededor de la laguna de Curlandia. Mientras que muchos huyeron del Ejército rojo durante la evacuación de Prusia Oriental, los curonianos que quedaron atrás fueron posteriormente expulsados por el gobierno de la Unión Soviética. Solo 219 vivieron a lo largo de istmo de Curlandia en 1955. Muchos tenían nombres alemanes como Fritz o Hans, una causa para la discriminación hacia todo lo alemán. Las autoridades soviéticas consideraban a los curonianos fascistas. Debido a esta discriminación, muchos emigraron a Alemania Occidental en 1958, donde hasta la actualidad vive la mayoría de dicha etnia.
Después de la expulsión de la población alemana, las etnias rusas, bielorrusas y ucranianas se asentaron en la parte norte. En la parte soviética de la región, se llevó a cabo una política más allá de la simple desnazificación, se eliminó todo rastro posible de la historia, cultura y presencia del pueblo alemán. Todos los nombres de lugares alemanes fueron reemplazados por nuevos nombres rusos. El enclave era una zona militar, que estaba cerrada a los extranjeros. Los ciudadanos soviéticos solo podían ingresar con un permiso especial. En 1967, los restos del castillo de Königsberg fueron demolidos por orden de Leonid Brézhnev para dar paso a una nueva «Casa de los Sóviets».
Por el lado de la República Democrática Alemana (estado satélite de la Unión Soviética) se fue borrado toda mención de la presencia alemana en Prusia Oriental, ya sea en los libros escolares o académicos, como si Prusia Oriental jamás hubiera sido una parte importante en la formación e historia de Alemania.

## Actualidad
Con posterioridad a la disolución de la Unión Soviética en 1991, se crearon las naciones independientes de Lituania y Rusia, respectivamente. El territorio de Memel quedó dentro del país báltico repartido entre las provincias de Klaipėda y Tauragė, mientras que el óblast de Kaliningrado permaneció fiel al nuevo gobierno ruso, convirtiéndose en un enclave de Rusia.
Por otro lado, después de la caída de la República Popular de Polonia el nuevo gobierno no realizó cambios importantes; la parte polaca de Prusia Oriental junto a la parte rusa y lituana viven relaciones complejas por los diversos movimientos políticos entre los gobiernos de Moscú, Varsovia y Vilna, siendo estas últimas incorporadas a la Unión Europea.En lo económico, Kaliningrado vive una relativa paz con sus vecinos. Por el contrario, desde el punto de vista militar toda el territorio de la Prusia Oriental suele ser sitios de constantes tensiones militares entre la Organización del Tratado del Atlántico Norte (de la que Lituania y Polonia forman parte) y las Flota del Báltico de Rusia.